# Грігоріс Кастанос
Грігоріс Кастанос (грец. Γρηγόρης Κάστανος, нар. 30 січня 1998, Паралімні) — кіпрський футболіст, який грає на позиції півзахисника в італійському клубі «Салернітана», та національній збірній Кіпру.

## Клубна кар'єра
Грігоріс Кастанос народився у кіпрському місті Паралімні, та розпочав займатися футболом у місцевій команді «Енозіс Неон Паралімні». У 2014 році він отримав запрошення до молодіжної команди туринського «Ювентуса». У 2017 році Кастаноса віддали в піврічну оренду до клубу «Пескара». У сезоні 2017—2018 років Грігоріс Кастанос грав у оренді в бельгійському клубі «Зюлте-Варегем». У 2018 році повернувся до «Ювентуса», грав переважно за молодіжну команду, в основній команді дебютував у Серії A 13 квітня 2019 року проти клубу СПАЛ, проте цей матч став єдиним для кіпрського футболіста у складі туринського клубу. Натомість у серпні він знову пішов у річну оренду до клубу «Пескара». У вересні 2020 року також на правах оренди перейшов до клубу Серії B «Фрозіноне». Протягом сезону зіграв 34 матчі за клуб. З 14 серпня 2021 року Кастанос на правах оренди перейшов до клубу Серії A «Салернітана». З 2022 року кіпрський футболіст грає у складі «Салернітани» на правах постійного контракту.

## Виступи за збірні
Грігоріс Кастанос 2013 року дебютував у складі юнацької збірної Кіпру до 16 років. У 2013—2014 роках грав у складі юнацької збірної Кіпру до 17 років. У 2015 році Кастанос зіграв 2 матчі у складі молодіжної збірної Кіпру.
28 березня 2015 року Грігоріс Кастанос дебютував у складі національної збірної Кіпру в матчі кваліфікаційного раунду чемпіонату Європи з футболу проти збірної Бельгії, замінивши Константіноса Макрідіса. 13 жовтня 2018 року Кастанос відзначився першим забитим м'ячем за збірну в матчі Ліги націй УЄФА проти збірної Болгарії. Загалом на травень 2023 року зіграв 45 матчів за збірну, в яких відзначився 3 забитимими м'ячами.